# Баллимун
Баллимун (Баллиман; англ. Ballymun; ирл. Baile Munna) — городской район Дублина в Ирландии, находится в административном графстве Дублин (провинция Ленстер).
Башни Баллимуна, построенные в 1960-х годах, стали символом депрессии в Ирландии в 1980-х. Для развития района было принято решение снести старые здания.